# خبز الباي
خبز الباي، ويسمى أيضًا خبز تونس، هي كعكة جزائرية مصنوعة من دقيق اللوز وفتات الخبز، منقوعة في شراب منكه بماء زهر البرتقال. يعود تاريخ الكعكة إلى العصر العثماني في الجزائر. يؤكل عادة خلال شهر رمضان.

## روابط خارجية
- الوصفة بفيديو